# Iablunne, Berezne
Iablunne (în ucraineană Яблунне) este un sat în comuna Velîke Pole din raionul Berezne, regiunea Rivne, Ucraina.

## Demografie
Componența lingvistică a localității Iablunne
     Ucraineană (99,78%)
     Alte limbi (0,22%)
Conform recensământului din 2001, majoritatea populației localității Iablunne era vorbitoare de ucraineană (99,78%), existând în minoritate și vorbitori de alte limbi.